# NK Lika '95 Korenica
NK Lika ´95 je nogometni klub iz Korenice.

## Povijest
Nogometni klub "Lika 95" osnovan je 30. srpnja 1996. godine.  

## Navijači
Navijači nogometnog kluba iz Korenice zovu se Kroneri. Oni najvjerniji navijačku skupinu Kroneri pokrenuli su 2009. godine, no istu nikada nisu registrirali kao udrugu. U svojim počecima skupina je izdala i šalove s natpisom Kroneri s jedne te Lika 95 s druge strane na crnoj pozadini.  

## Dres
Nogometaši NK "Lika 95"  nastupaju u opremi talijanskog proizvođača Zeus. Domaći dresovi su plavo-crne boje, gaćice i štucne su crne boje, dok je gostujuća garnitura ružičasta s tamnoplavim gaćicama. 

## Dosadašnji rezultati
U sezoni 2017./18. igrači Like '95 završili su na četvrtom mjestu. Iduće sezone 2018./19. završili su na posljednjem mjestu s osvojenih tek pet bodova. U sezoni 2019./20. dolazi do reorganizacije unutar kluba i sezonu završavaju na prvom mjestu, s dva boda ispred NK Novalje, te su pobjednici kupa Nogometnog saveza Ličko-senjske županije, nakon što su u finalnom susretu s NK Otočac, nakon neodlučenog rezultata (1:1) u regularnom dijelu bili uspješniji prilikom izvođenja jedanaesteraca (5:3) i tako po prvi puta u povijesti osvojili prvenstvo i kup. 